# Terminal (vliegveld)
Een luchthaventerminal of luchthavengebouw is een gebouw op een luchthaven waar reizigers vertrekken en aankomen, eventueel voor een overstap.

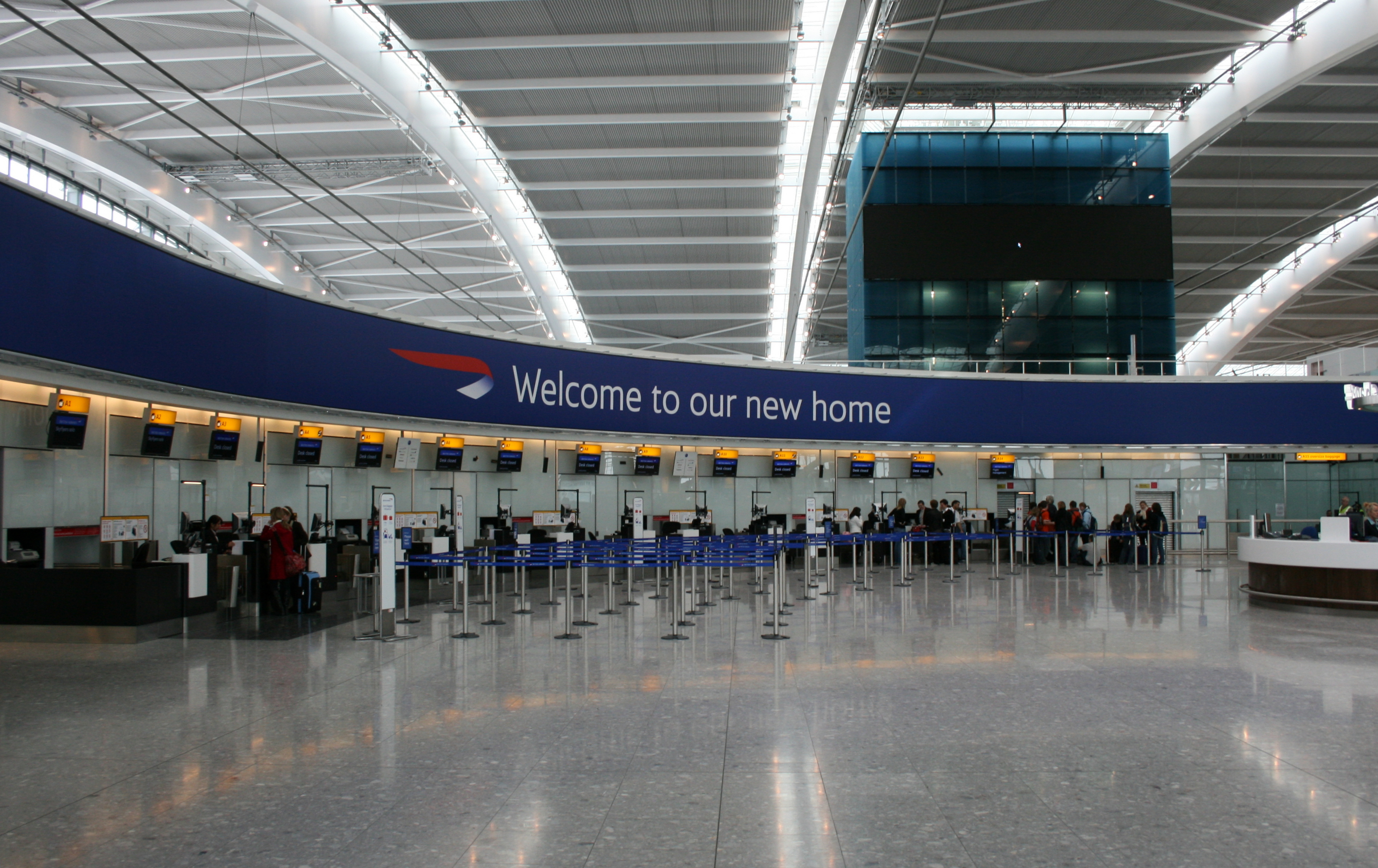
De vertrekhal van de vijfde terminal van Londen Heathrow

## Indeling
Een deel van de terminal is internationaal gebied met rustruimtes voor wachtende reizigers. Ook zijn er eetgelegenheden en winkels, soms voor belastingvrije ("taxfree") aankopen. Het internationale gebied is vanuit het land van vertrek alleen toegankelijk voor reizigers die een instapkaart en eventueel een legitimatiebewijs kunnen tonen. Passagiers moeten een veiligheidscontrole ondergaan. De handbagage wordt met röntgenstraling onderzocht en de passagiers moeten door een metaaldetector lopen. Soms is de controle bij de gate.
Een paspoort kan nodig zijn om het internationale gebied te verlaten, sommige landen van bestemming vragen daarnaast een visum om binnen te reizen. Overstappende reizigers blijven binnen het internationale gebied, maar soms wordt vereist dat ze over een transitvisum beschikken. Op Europese vliegvelden onderscheid gemaakt tussen Schengen-passagiers en intercontinentale passagiers.

## Vertrek
In de vertrekhal kunnen reizigers een ticket kopen, hoewel dit meestal eerder is gebeurd via een reisbureau of internet. Ze krijgen bij de ontvangstbalie (check-in-balie) een instapkaart (boarding pass, tenzij die al digitaal is ontvangen) en geven hun bagage af. Daarna gaan ze (afhankelijk van de bestemming) langs de paspoortcontrole.

## Aankomst
De meeste aankomende reizigers lopen direct via de paspoortcontrole door naar de bagagehal, ook wel aankomsthal genoemd. De bagage wordt met karretjes aangevoerd en komt hier meestal op een lopende band binnen, zodat de reizigers hun bagage kunnen terugvinden. Daarna kunnen ze na de douane hun eventuele afhalers ontmoeten en het gebouw verlaten. Aankomende reizigers kunnen soms langs winkels lopen, maar meestal mogen ze daar geen belastingvrije aankopen doen.

## Verbinding met vliegtuig

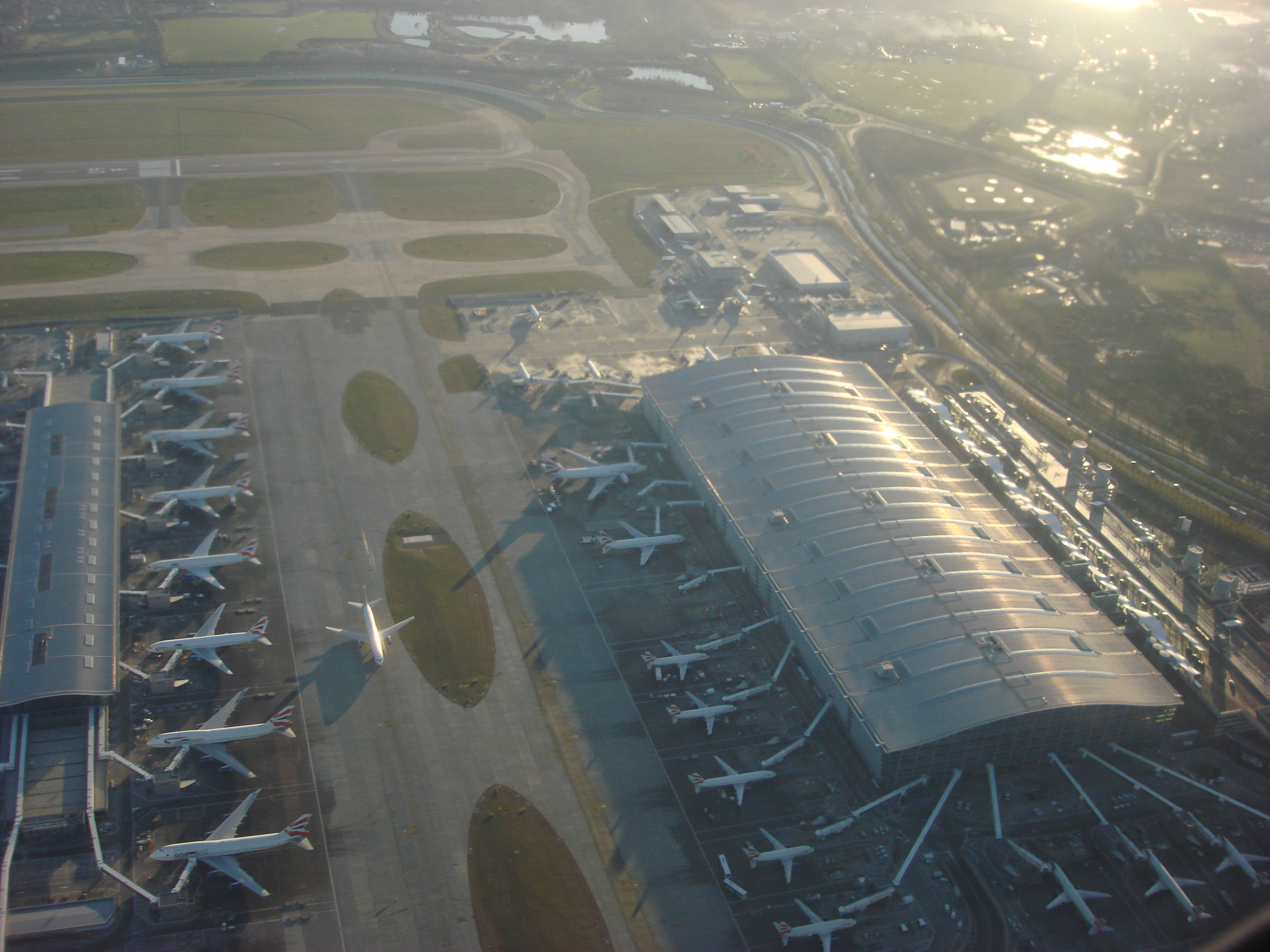
Een terminal met gates op Heathrow (Londen)

De terminal staat in verbinding met de verschillende gates, van waaruit passagiers het vliegtuig kunnen betreden. Dit kan op verschillende manieren:
- door een vliegtuigslurf.
- over een trap die tegen het vliegtuig wordt gereden (of met de ingebouwde trap van het vliegtuig). De passagiers lopen over het platform van de gate naar vliegtuig of andersom. Is de afstand tussen de terminal en de trap groot, dan wordt er vaak een bus gebruikt voor het transport naar de vliegtuigtrap.

## Meerdere terminals
Kleinere luchthavens hebben vaak maar één terminal. Grotere luchthavens hebben er meerdere, vaak verdeeld per bestemming of luchtvaartmaatschappij.
Op Schiphol vormen de terminals een aaneengesloten gebouw, wat voor de reiziger overzichtelijk is. Soms echter liggen de terminals ver van elkaar (enkele kilometers) en hebben de terminals elk een eigen treinstation of bushalte. Vanuit het standpunt van de reiziger lijkt het dan of er meerdere luchthavens zijn met gemeenschappelijke startbanen. Vertrekkende passagiers en afhalers moeten erop letten dat ze naar de juiste terminal gaan. Reizigers die overstappen doen dat bij voorkeur binnen dezelfde terminal.